# Onthophagus tatsienluensis
Onthophagus tatsienluensis là một loài bọ cánh cứng trong họ Bọ hung (Scarabaeidae).